# Lope Gisbert y García Tornel
Lope Gisbert y García Tornel (Múrcia, 25 de setembre de 1824 – Manila, 1 de febrer de 1888) fou un humanista i polític murcià, diputat a les Corts Espanyoles i membre de la Reial Acadèmia de Ciències Morals i Polítiques.

## Biografia
Va estudiar humanitats al Col·legi de San Fulgencio de Múrcia, es llicencià en dret a la Universitat de Madrid i fou professor de matemàtiques en un institut de segon ensenyament. Fou deixeble de Bonifacio Sotos Ochando, qui havia elaborat una proposta de «llengua universal» anterior a l'esperanto, i el 1861 va fundar una Societat de la Llengua Universal a la que s'hi adheriren el duc de Rivas, Alcalá Galiano, Francisco Martínez de la Rosa, Pascual Madoz, Emilio Castelar i Eugenio Hartzembusch. El 1862 va publicar un Manual de la Lengua Universal. Alhora va dirigir el setmanari La Palma a Múrcia.
Fou elegit diputat a les Corts de 1864, 1865 i 1867 pels districtes de Múrcia i Cartagena. El 1866 es casà en segones noces amb Pilar Fontes Rossique, filla del VIII marquès d'Ordoño, Mariano Fontes Queipo de Llano. La reina el va nomenar comte de Torres Ysabel.
Durant el sexenni revolucionari fou nomenat Director General de Duanes i subsecretari d'Hisenda i Governació, contribuint a la Llei de Navegació de 1868 i a reforma aranzelària de 1869. Fou elegit diputat per Múrcia a les eleccions generals espanyoles d'abril de 1872. El 1869 fou escollit membre de la Reial Acadèmia de Ciències Morals i Polítiques.
Durant la restauració borbònica es va integrar en el Partit Conservador i fou elegit diputat pel districte de Llorca a les eleccions generals espanyoles de 1876 i 1879, i pel de Motril a les eleccions generals espanyoles de 1884. En 1876 fou nomenat delegat especial del govern a París per tal d'arranjar el deute extern espanyol. El 1878 també fou nomenat subsecretari del Ministeri de la Governació, director del Banco Hispano Colonial a l'Havana, director general d'Hisenda de l'illa de Cuba i en 1881 fou Comissionat Especial de la Compañía General de Tabacos de Filipinas per a establir-se a l'arxipèlag, on hi va romandre fins a la seva mort. Entre altres condecoracions, va rebre la gran creu de l'Orde d'Alfons XII, de l'Orde de Leopold de Bèlgica, de l'Orde de Francesc Josep d'Àustria i de l'Orde de la Corona d'Itàlia.